# ハレ系
ハレ系（ハレけい、英語: Hare kei）は、ファッションヘルス業界で全国にチェーン展開する風俗店グループ。

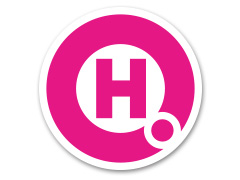
ハレ系のロゴマーク

## 概要
1993年に東京（新宿・歌舞伎町）に1号店「イメクラ・ジュリアナ歌舞伎」を開店し、1996年に横浜（曙町）へ進出。その後、札幌（ススキノ）、川崎（堀之内・南町）、福岡（中洲）、熊本、埼玉（西川口）と拠点を全国各地の繁華街に広げ、現在に至る。2024年11月現在、店舗型風俗店を40店舗（うちヘルス&エステ複合店舗1店舗、エステ5店舗、ボディー洗いエステ2店舗）展開。

数々の人気嬢は「フードル」と呼ばれ、新宿では徹夜で並ぶ、予約電話の回線をパンクさせる等の数多くの伝説を生んだ。

## グループの歴史[1][2]

### 東京新宿時代（創成期）
1993年7月、東京都新宿区歌舞伎町にグループ1号店「イメクラ・ジュリアナ歌舞伎」をオープン。
1994年4月、東京新宿歌舞伎町にブルセライメクラブームの先駆けとなる「イメクラ・ハレンチ女学園」をオープン。同年8月、風適法の改正10年を迎えテレビ朝日「ニュースステーション」にてハレンチ女学園が放映。その後、硬軟関わらず様々な番組で取り上げられる。12月のオープン前に50人くらいの行列ができ、予約電話回線がパンクし『週刊ポスト』『アサヒ芸能』『週刊現代』等数々の一般誌に掲載され話題となる。同月、ハレンチ女学園を2フロアに増床。
1995年1月、英知出版より刊行された伊藤隼也撮影の写真集「The list of Cinderella : 裏通りの聖女たち 2」にグループ在籍女性4名が掲載。11月にグループ名を「エッチなあなたのハレンチグループ」に決定。

### 横浜進出以降
1996年この年3月、横浜市曙町の「横浜いってミルク」をオープンを皮切りに横浜エリアに進出。5月、医療法人健新クリニックを開設し、全在籍女性に一ヶ月に一回以上の性感染症の検査を業界で初めて義務づける。8月発売の五大専門誌をジャック！「ナイタイ」「マンゾク」「夜遊び隊」「ナイトウォーカー」「シティプレス」の巻頭グラビアに全店の女の子が掲載される。
1997年7月、ハレンチネット開設。業界初の出勤表や卒業情報、お休み情報、ユーザーとの交流の場など今までに無いコンテンツを掲載し話題になる。9月、横浜市末吉町に大人の女性の専門店「金妻倶楽部」をオープン。
1998年12月、常連様カードホルダーが１万人を超える。
1999年8月、川崎市南町に「マッティー夫人南町店」をオープンし川崎エリア進出。

### 全国展開以降
1999年4月に「マットDEいってミルク」「カプリ娘」を札幌市すすきのにオープン。札幌エリアに進出。
2000年3月、常連様カードホルダーが３万人を超える。8月より在籍女性の検診を医療法人予防会に委託。
2001年4月、写真家・荒木経惟の撮り下ろし写真集『風女』に女の子が多数掲載される。ハレンチグループの17店舗（横浜9店舗・東京5店舗・札幌3店舗）より計33名が顔出しフルヌードで参加し話題となる。5月には風俗で働く女性に特化したSNS、「CNF(クラブネットフードル)」の運用を開始する。
2002年11月、福岡市中洲に「カプリ娘」「ナースDEいってミルク」「マットDEいってミルク」をオープンし福岡エリア進出を果たす。常連カードホルダーが5万人を超える。
2005年7月熊本市下通に「ハレンチ女学園」「熊本DEマットっ」をオープンし熊本エリア進出を果たす。さらに10月には東京鶯谷に「鶯谷スポーツパフェ」をオープン、東京中野に「メイドin中野」をオープンし関東地方でも業務拡大を行なった。
2005年9月、埼玉県川口市西川口に「メイドin西川口」をオープン。埼玉エリアに進出。
2009年2月1日、グループ名を「ハレ系」に改名。在籍女性が2,000名を超える。
2011年5月、ボトルキャップを割引券と交換回収しNPO法人に寄付することでリサイクルに貢献。以降、寄付先団体であるNPO法人エコキャップ推進協会に問題が発覚するまでの2015年4月まで活動を継続し、全国計348万9158個ものボトルキャップを回収、寄付している。
2013年1月、札幌ハレ系プロデュースのフードルユニット「ハレキュン」の女の子たちが、定期的に行なわれている札幌防犯健全協力会(CPA)のパトロールに参加。女性としては史上初参加となった。 10月、グループ20周年を記念して全国のハレ系で使える割引チケットを配布。
2014年12月、「日刊kaku-butsu」の提灯記事にて横浜・川崎・東京・埼玉各エリアのオリジナルコンテンツ「美女のぶら散歩」が観光情報や女の子のキャラクターなど色々な面で参考になるとの評価を受け紹介される。

## ロゴマーク
- 1995年からの「エッチなあなたのハレンチグループ」時代はパンチラにルーズソックスを模した円形のロゴマークであった。

- 2009年2月1日に「ハレ系」へのグループの名称変更に伴いロゴも変更。「エッチなあなたのハレンチグループ」より「エッチ」「ハレ」の部分を継承した「H」ロゴマークに一新された。

- シンプルなピンクのロゴマークの中に、全国展開をイメージしたループ、さらに小さなループは女の子とお客様がイメージされデザインされている。[要出典]

## グループ店舗一覧（初進出エリア及びジャンル別50音順）

### 東京エリア（3店舗）
- 三丁目の奥様（2代目）：人妻・熟女専門店。
- セレブショップ新宿：人妻お姉様風俗店。
- メイドin中野：メイド専門風俗店。

### 横浜・川崎エリア（11店舗）
- It's bully横浜店：言葉責めM性感。
- ウフフな40。ムフフな50。。：人妻熟女セクシーヘルス。
- お色気物語：昭和テイストな妻系ヘルス。
- 川崎小町：巫女のマットヘルス。
- 川崎素敵な奥様：人妻熟女のマット&ヘルス。
- すべりん棒：マットヘルス。
- ハマヘル同好会：学園系イメクラ。
- 若奥サマンサ：妻系ヘルス。
- メイドin横浜：メイドコスプレヘルス。
- シャンプー娘。：素人女子の洗体垢すり。
- なめこ治療院：お姉さんのアロマエステ。

### 札幌エリア（13店舗）
- SUPREME：一際輝トップランカーが集う店。
- あつまれミルクの島：母乳・妊婦専門ヘルス。
- エロい恋人：プチプライスファッションヘルス。
- 奥サマンサ：人妻熟女濃厚プレイ。
- クラーク夫人：若妻との妄想プレイ。
- 札幌It's bully：痴女の官能言葉責め。
- 札幌パラダイス天国：風俗サービス選択型ヘルス&エステ。
- 制服コーデ：学園イメクラ・いたずらプレイ。
- ナース・女医治療院：白衣の天使とエッチな診察プレイ。
- ぷっちょぽっちょボーイング：巨乳美乳・ぽっちゃりヘルス。
- マッティー夫人：人妻熟女濃厚マットヘルス。
- 洗体アカスリとHなスパのお店：贅沢な風俗エステ。
- まりも治療院：癒しの空間メンズエステ。

### 福岡エリア（5店舗）
- 福岡DEマットる。：ローションマットヘルス。
- 福岡大人女子のちょっとHな専門店：大人の女の魅力たっぷり。
- 放課後クラブ：学園系イメクラ。
- メイドin福岡：メイドコスプレ。
- ひよこ治療院：アロマエステ。

### 熊本エリア（4店舗）
- 大人女子のちょっとHな専門店：お姉さん・若妻専門店。
- 熊本DEマットっ：マットヘルス専門店。
- 熊本放課後クラブ：女子高生イメクラ。
- 熊本ひよこ治療院：メンズエステ専門店。

### 埼玉エリア（4店舗）
- 彩タマンサ：若妻マットとベットのお店。
- アラフォーアラフィフna奥様：人妻・熟女専門店。
- メイドin西川口：本格メイド専門店。
- 洗体アカスリとHなスパのお店西川口店：全てを詰め込んだ贅沢な風俗エステ。

## 消滅した店舗（50音順）
東京
- アーミーガールズ
- いってミルク
- 三丁目の奥様（初代）
- ジェーンとターザン
- 新宿ハレンチ看護学院
- スポーツパフェ
- となりの奥様
- ヌルヌルクリニック
- ヌルヌルマッターズ
- ハレンチ女学園
- ハレンチハイクール
- ペロペロガールズ
- ボディーライン
- メイドin秋葉館
- ラブラブコレクション

横浜・川崎
- AneCon お姉様協奏曲 -YOKOHAMA-
- CLUB WIFE
- 金妻倶楽部
- スイート女子
- 素敵な奥様
- 素敵な奥様川崎南町店（旧）
- 素敵なお姉さん川崎堀之内店
- 清楚な若奥様
- チェリーBomBom
- はなまるna奥様
- マッティー夫人堀之内店
- マッティー夫人南町店
- 桃色フレッシュ!!
- 横浜いってミルク
- 横浜カプリ娘
- 横浜キュートクラブ
- 横浜ナースDEいってミルク
- 横浜ペロペロガールズ
- 横浜ボーイング99
- 横浜マットDEいってミルク

札幌
- AneCon 札幌
- M-jo～エムジョ～
- 教えてお姉さん
- キュートクラブ札幌
- 札幌ウフフな40。ムフフな50。。
- 札幌お姉様協奏曲
- 札幌カプリ娘
- 札幌素敵な奥様
- 札幌スポーツパフェ
- 札幌ペロペロガールズ
- 札幌ナースDEいってミルク
- 札幌ハレンチ女学園
- すすきの仮面遊戯
- すべりん棒
- 制服デート
- たまごとひよ娘
- ハレンチな女教師
- ボーイング99
- マットDEいってミルク
- まりもクリニック
- メイドin札幌
- メイドin札幌道劇店
- 若妻クリニック

福岡
- 顔出し出来ない素人女子のちょっとHな専門店
- キュートクラブ福岡
- こっとんきゃんでぃ
- セレブショップ福岡
- 福岡It's bully
- 福岡カプリ娘
- 福岡素敵なお姉さん
- 福岡ナースDEいってミルク
- 福岡ハレンチ女学園
- 福岡マッティー夫人
- 優しいお姉さん

熊本
- いたずらシンデレラ
- エロカワ奥さま
- 熊本ウフフな40。ムフフな50。。
- 熊本顔出し出来ない素人女子のちょっとHな専門店
- 熊本カプリ娘
- 熊本キュートクラブ
- 熊本素敵なお姉さん
- 熊本ハレンチ女学園
- 熊本ボーイング99
- 熊本マッティー夫人
- 熊本優しいお姉さん
- メイドin熊本

埼玉-西川口
- AneCon お姉様協奏曲
- LOVE2治療院
- アラフォーna奥様
- アラフィフna奥様
- 金妻倶楽部
- シャンプー娘。西川口店
- 純真LOVE
- 制服デート
- ぷっちょぽっちょ
- 添い寝ちゃん

## 店舗オープン・エリア別年表
| 年   | エリア                                             | エリア                                                                | エリア | エリア                                                                | エリア | エリア                                                    |
| 年   | 東京                                               | 横浜・川崎                                                            | 札幌 | 福岡                                                                  | 熊本 | 埼玉                                                      |
| ---- | -------------------------------------------------- | --------------------------------------------------------------------- | --- | --------------------------------------------------------------------- | --- | --------------------------------------------------------- |
| 1993 | ジュリアナ歌舞伎                                   |                                                                       | |                                                                       | |                                                           |
| 1994 | ハレンチ女学園                                     |                                                                       | |                                                                       | |                                                           |
| 1995 | いってミルク 新宿カプリ娘 ペロペロガールズ         |                                                                       | |                                                                       | |                                                           |
| 1996 | アーミーガールズ ラブラブコレクション              | ペロペロガールズ 横浜いってミルク                                     | |                                                                       | |                                                           |
| 1997 |                                                    | 金妻倶楽部 ハマヘル同好会 マットDEいってミルク 横浜カプリ娘           | |                                                                       | |                                                           |
| 1998 | ヌルヌルクリニック                                 | It's bully横浜店 クラブワイフ ボーイング99                            | |                                                                       | |                                                           |
| 1999 |                                                    | マッティー夫人南町店                                                  | 奥サマンサ カプリ娘 マットDEいってミルク                                                                               |                                                                       | |                                                           |
| 2000 |                                                    |                                                                       | ナースDEいってミルク ボーイング99                                                                                      |                                                                       | |                                                           |
| 2001 |                                                    |                                                                       | 札幌It's bully |                                                                       | |                                                           |
| 2002 | キュートクラブ                                     |                                                                       | 札幌ハレンチ女学園 まりも治療院                                                                                        | 福岡カプリ娘 福岡ナースDEいってミルク 福岡マットDEいってミルク        | |                                                           |
| 2003 |                                                    |                                                                       | M-jo～エムジョ～ クラーク夫人 マッティー夫人                                                                           | 福岡ハレンチ女学園 福岡マッティー夫人                                 | |                                                           |
| 2004 |                                                    | マッティー夫人堀之内店                                                | ペロペロガールズ |                                                                       | |                                                           |
| 2005 | 鶯谷スポーツパフェ セレブショップ新宿 メイドin中野 |                                                                       | メイドin札幌 | 福岡It's bully                                                        | 熊本DEマットっ 熊本ボーイング99 熊本ハレンチ女学園 熊本マッティー夫人                                            |                                                           |
| 2006 |                                                    | メイドin横浜                                                          | お嬢様協奏曲 仮面遊戯                                                                                                  |                                                                       | 熊本カプリ娘 | 金妻倶楽部西川口店 メイドin西川口                         |
| 2007 |                                                    | AneCon－お姉様協奏曲－                                                | メイドin札幌 楽園店 |                                                                       | | AneCon－お姉様協奏曲－ 西川口店                           |
| 2010 |                                                    | ウフフな40。ムフフな50。。                                            | 札幌スポーツパフェ |                                                                       | メイドin熊本 |                                                           |
| 2011 |                                                    | はなまるna奥様                                                        | AneCon札幌 |                                                                       | | アラフォーna奥様                                          |
| 2012 |                                                    | コスプレコレクション 素敵な奥様                                       | まりもクリニック | キュートクラブ福岡 セレブショップ福岡 福岡DEまっとる。 ひよこ治療院   | | 純真LOVE                                                  |
| 2013 | メイドin秋葉館                                     | 個人授業 素敵な奥様川崎南町店 素敵なお姉さん川崎堀之内店 なめこ治療院 | キュートクラブ札幌 | 福岡素敵なお姉さん                                                    | エロカワ奥さま 熊本素敵なお姉さん 熊本ひよこ治療院                                                               |                                                           |
| 2014 |                                                    | 清楚な若奥様                                                          | |                                                                       | |                                                           |
| 2015 |                                                    | チェリーBonBon シャンプー娘。 すべりん棒 桃色フレッシュ!!             | |                                                                       | | LOVE2治療院 シャンプー娘。西川口                          |
| 2016 |                                                    |                                                                       | ぷっちょぽっちょボーイング 若妻クリニック                                                                              |                                                                       | 熊本キュートクラブ                                                                                               |                                                           |
| 2017 |                                                    | お色気物語 川崎小町 スイート女子 若奥サマンサ                         | すべりん棒 たまごとひよ娘 ナース・女医治療院 ハレンチな女教師                                                          |                                                                       | | 添い寝ちゃん                                              |
| 2018 |                                                    |                                                                       | |                                                                       | いたずらシンデレラ                                                                                               | ぷっちょぽっちょ                                          |
| 2019 |                                                    | 川崎素敵な奥様                                                        | 札幌パラダイス天国 札幌ウフフな40。ムフフな50。。 札幌素敵な奥様 教えてお姉さん 制服デート 洗体アカスリとHなスパのお店 | こっとんきゃんでぃ                                                    | |                                                           |
| 2020 |                                                    |                                                                       | 制服コーデ あつまれミルクの島                                                                                          | 顔出し出来ない素人女子のちょっとHな専門店 放課後クラブ 優しいお姉さん | 熊本ウフフな40。ムフフな50。。 熊本顔出し出来ない素人女子のちょっとHな専門店 熊本優しいお姉さん 熊本放課後クラブ | 制服デート 彩タマンサ 洗体アカスリとHなスパのお店西川口店 |
| 2022 |                                                    |                                                                       | エロい恋人 |                                                                       | 大人女子のちょっとHな専門店                                                                                      | アラフィフna奥様                                          |
| 2023 |                                                    |                                                                       | SUPREME | 福岡大人女子のちょっとHな専門店                                       | | アラフォーアラフィフna奥様                                |
| 2024 | 三丁目の奥様（2代目）                              |                                                                       | |                                                                       | |                                                           |

## 関連
- ファッションヘルス
- イメージクラブ
- マットヘルス
- 回春エステ
- 風俗店
- 風俗嬢
- 風俗営業等の規制及び業務の適正化等に関する法律
- すすきの
- 西川口 (川口市)
- 新宿歌舞伎町
- 堀之内 (川崎市)
- 南町 (川崎市)
- 鶯谷
- 曙町 (横浜市)
- 黄金町
- 中洲
- 下通